# 皮同

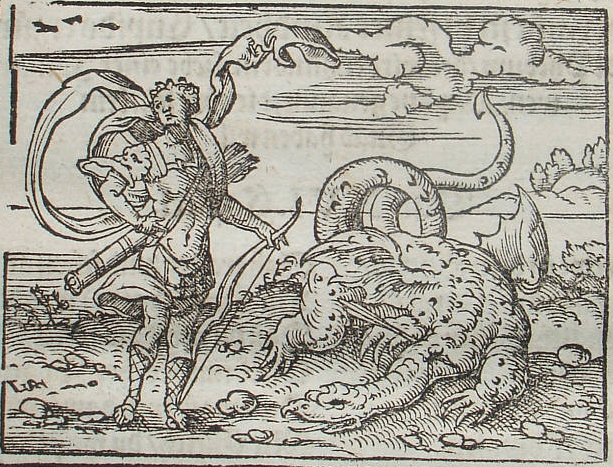
阿波罗杀死皮同

皮同，希腊神话中住于德尔斐地区的巨蟒。

## 神话
在希腊神话中，关于皮同的故事的核心内容是：阿波罗杀死皮同，并在其占据之处建起了自己的神庙。此故事有多个不同的版。最早的版来自荷马的《阿波罗颂歌》，但它并没有对整件事做具体描写。
根据保萨尼阿斯的记载，皮同为大地女神该亚所生，住於德尔斐（在帕尔纳索斯山山麓），负责守卫此处的该亚（或忒弥斯）神示所。其他说法则认为皮同在丢卡利翁时代的大洪水所残留的水潭中出生。
罗马帝国初期的古典作家许癸努斯提供了一版皮同神话。提坦女神勒托怀上了主神宙斯的两个孩子，即阿波罗和阿耳忒弥斯。嫉妒的赫拉派皮同去迫害怀孕的勒托（赫拉还曾让皮同抚养希腊神话中最著名的怪物堤丰）。众神祇惧怕赫拉，皆拒绝庇护勒托，勒托仅能逃到阿斯忒利亚岛（即提洛岛）上去分娩。这段故事解释了阿波罗为何憎恨皮同。阿波罗长大后找皮同复仇，故此来到德尔斐。这时德尔斐的神谕属于该亚。皮同逃入该亚的神示所，而阿波罗大胆地闯入，在女祭司所坐的岩石裂缝用箭射死了皮同。但阿波罗擅闯圣地受到了惩罚：众神创立了皮提亚竞技会，阿波罗被命令主持此竞技会，以为他的亵神行为的赎罪。
其他版中，阿波罗杀死皮同的缘故仅为了找地点建筑神示所。当阿波罗来到德尔斐时，当地有该亚的神示所了，在那里发布神谕的就是皮同。阿波罗杀了皮同，并选定德尔斐为建立自己神庙之处。两位传说中的建筑师特洛福尼俄斯和阿伽墨得斯建成了神庙。德尔斐神示所位于神庙内殿，该神示所的神谕就是古希腊世界最著名的德尔斐神谕。

## 解读
匈牙利神话学家凯雷尼·卡罗伊曾提出一个假说，认为原始的神话中包含两条不同的巨蟒，后来它们被混为一谈。其中一条巨蟒实际是亲阿波罗的，许多古代艺术作品表现了蟒蛇（在爱琴文明时期往往代表大地）与阿波罗和平共处的场景。确实有些神话中守卫德尔斐的蟒蛇的名字不叫皮同而叫“德尔福娜”。还有研究者指出，原始神话中的巨蟒本来是雌性且没有名字，后来演变为雄性并得名皮同。
阿波罗杀死皮同的故事可以被解读为光明战胜黑暗。关于该神话的起源，现代学者通常认为皮同可能是德尔斐地区原有的地祇，后来被奥林波斯教的全国信奉的天神阿波罗排挤并取代。大概阿波罗神庙就建在古代敬奉皮同的神庙的原址上。在德尔斐，对阿波罗的崇拜中仍残存着古代皮同崇拜的痕迹。阿波罗的又名皮透斯（或皮提俄斯）；在德尔斐发布神谕的女祭司被称为“皮提亚”；阿波罗神庙有时被称为“皮托”，这些皆与皮同有关。传统上认为，每四年一次的皮提亚竞技会是为纪念阿波罗战胜皮同而办。

## 文化
在古希腊瓶画上，皮同的形象通常是一条大蛇；中世纪以后的欧洲人笔下的皮同则接近于龙。俄国大诗人普希金在他的作品中引用过阿波罗杀死皮同的典故：
“弓声铮铮，箭声嗖嗖，皮同翻滚几下，一命呜呼...”
在生物学中，蟒科（Pythonidae）和蟒属（Python）的拉丁文学名来自皮同。

## 资料来源
- 《世界神话辞典》，辽宁人民出版社，ISBN 7-205-00960-X
- 《神话辞典》，（苏联）M·H·鲍特文尼克等，统一书号：2017·304
- 《简明不列颠百科全书》
- 伪阿波罗多洛斯，《書庫》
- 约瑟夫·丰特罗，《皮同：关于德尔斐神话及其起源的研究》，1959年
- 古德里希，《女祭司》，1990年
- 威廉·古特里，《希腊人和他们的神祇》，1955年
- 简·埃伦·哈里森（英语：Jane Ellen Harrison），《忒弥斯：关于希腊宗教的社会起源的研究》（Themis: A Study of the Social Origins of Greek Religion ），Vol 9，1912年
- 凯雷尼·卡罗伊，《希腊人的众神》，1951年
- 威廉·史密斯，《希腊罗马传记与神话学辞典》，1870年